# Canal del Congreso (México)
Canal del Congreso (nombre oficial: Canal de Televisión del Congreso General de los Estados Unidos Mexicanos) es un medio de comunicación de Estado, dependiente del Poder Legislativo y perteneciente a la nación, creado en 1998. Su objetivo es reseñar y difundir la actividad legislativa y parlamentaria proveniente de las Cámaras del Congreso de la Unión y la Comisión Permanente, así como contribuir e informar, analizar y discutir pública y ampliamente la actividad legislativa.
El Canal transmite las 24 horas los 365 días del año, cuenta con una barra de programación que incluye series y programas de producción propia.
El Canal del Congreso inició transmisiones en señal abierta en la Ciudad de México y su área conurbada, el 5 de agosto de 2015, por el canal 45.1 de Televisión Digital Terrestre ampliando su espectro a una audiencia potencial de entre 18 y 24 millones de televidentes.

## Historia
Desde el 31 de agosto de 1999, a partir de la reforma la Ley Orgánica del Congreso General de los Estados Unidos Mexicanos, el Canal del Congreso se concibe como medio de información entre las cámaras legislativas y la ciudadanía.
Hay con un marco normativo específico para la propia Comisión Bicamaral del Canal –su órgano rector- y para el Canal del Congreso, y por ello se añadieron los artículos 131, 132 y 133 a la Ley Orgánica del Congreso y se aprobaron el Reglamento del Canal de Televisión del Congreso General de los Estados Unidos Mexicanos y cuatro políticas internas.
Las primeras transmisiones de las sesiones plenarias de ambas cámaras se realizaron el 18 de marzo de 1998, pero fue en 2000 cuando el Canal del Congreso inició transmisiones regulares, inicialmente solo a través de los sistemas de televisión por cable y, a partir del 2001 por los sistemas de televisión restringida vía satélite. 
Al inicio de la LVIII Legislatura, la Comisión Bicamaral logró que la Comisión Federal de Telecomunicaciones, Órgano Público Autónomo regulador de este sector, estableciera como requisito indispensable para la realización de trámites de los concesionarios de sistemas de cable, la transmisión de la señal del Canal del Congreso.
El Canal del Congreso ha tenido cinco titulares: Virgilio Caballero Pedraza (julio de 2000 - diciembre de 2002), Guillermo Montemayor Gómez (abril de 2003 - abril de 2007), Leticia Araceli Salas Torres (mayo de 2007 - octubre de 2014), Blanca Lilia Ibarra Cadena (abril de 2015 - abril de 2018) y Eduardo Fernández Sánchez (junio de 2019 - octubre de 2024).
El 10 de marzo de 2010, la Comisión Federal de Telecomunicaciones otorgó el permiso para transmitir su señal en televisión abierta digital, asignándole el canal 45 de UHF en el Distrito Federal y su zona metropolitana con distintivo de llamada XHHCU-TDT.
El 7 de marzo de 2018, fue inaugurada la Estación Transmisora del Canal del Congreso, ubicada en el Cerro del Chiquihuite, en la Ciudad de México, desde donde se estará transmitiendo en señal abierta con instalaciones propias.

## Órgano rector
La Comisión Bicamaral del Canal de Televisión del Congreso de la Unión es su órgano rector, dicha Comisión se encuentra regulada por el artículo 141 de la Ley Orgánica del Congreso General de los Estados Unidos Mexicanos, misma que está integrada por tres diputados y tres senadores electos por el Pleno de cada Cámara a propuesta de las respectivas juntas de coordinación política.

## Marco jurídico
El 18 de mayo de 2005, se publicó en el Diario Oficial de la Federación el Reglamento del Canal de Televisión del Congreso General de los Estados Unidos Mexicanos, el cual regula el actuar del Canal.

## Retransmisión por televisión abierta
Por disposición oficial, el canal virtual asignado para esta señal es el 45.1, el cual proviene de la frecuencia original de la estación XHHCU-TDT de la Ciudad de México, canal 45.

La señal en alta definición (1080i), solo está disponible en la Ciudad de México.

En el interior de la República Mexicana, se retransmite en algunas estaciones de la red del Sistema Público de Radiodifusión del Estado Mexicano.
| Distintivo                                                                     | Canal digital | Poblaciones obligatorias a servir    |
| ------------------------------------------------------------------------------ | ------------- | ------------------------------------ |
| XHHCU-TDT                                                                      | 18            | Ciudad de México.                    |
| Estaciones del SPR que retransmiten Canal del Congreso como multiprogramación. |               |                                      |
| XHSPRAG-TDT                                                                    | 15            | Aguascalientes, Aguascalientes.      |
| XHSPRCC-TDT                                                                    | 32            | San Francisco de Campeche, Campeche. |
| XHSPRSC-TDT                                                                    | 18            | San Cristóbal de las Casas, Chiapas. |
| XHSPRTC-TDT                                                                    | 31            | Tuxtla Gutiérrez, Chiapas.           |
| XHSPRCO-TDT                                                                    | 21            | Colima, Colima.                      |
| XHSPRUM-TDT                                                                    | 14            | Uruapan, Michoacán.                  |
| XHSPRMS-TDT                                                                    | 29            | Mazatlán, Sinaloa.                   |
| XHSPROS-TDT                                                                    | 31            | Ciudad Obregón, Sonora.              |
| XHSPRVT-TDT                                                                    | 25            | Villahermosa, Tabasco.               |
| XHSPRZC-TDT                                                                    | 15            | Zacatecas, Zacatecas.                |